# Paz de Alarcón
Paz de Alarcón (Sevilla) es una actriz, presentadora y cantante española. 

## Trayectoria
Nacida en Sevilla, en el barrio de Triana, empezó formándose en teatro musical licenciándose en el Instituto Coco Comin de Barcelona donde se especializó en danza, interpretación y canto (1997-2000).
Su trayectoria profesional se inicia en Andalucía como presentadora de televisión en Localia TV, después en Canal Sur 2 , la segunda cadena de televisión de la RTVA, presenta el concurso Matrícula. Posteriormente es la experta en cifras de Cifras y letras en Canal Sur 2,  y Telemadrid, Aragón TV, Canal Extremadura y Castilla-La Mancha Televisión.
En el teatro practica el género de la Autoficción. En 2013 crea la compañía “Rojo Carmín” con 4 producciones propias: Las Mujeres que hay en mi, Desnudando a Marilyn (monólogo seleccionado para el Festival del Monólogo Latinoamericano de 2016, Cuba), Paz y sus zapatos e Historias de cabaret. Y varias coproducciones como Lágrimas de Bernada.
En 2018, 2020 y 2022, participa en Cuéntame como pasó para interpretar el papel de Herminia (María Galiana) cuando era joven. En el capítulo 339, «Las viejas heridas», la trama da un salto atrás en el tiempo, al pueblo de Herminia durante la guerra civil española, cuando Herminia logró salvar la vida del maestro del pueblo. Ese mismo año rueda con Benito Zambrano la película Intemperie, protagonizada por Luis Tosar, un trabajo que le valió la nominación a la "Interpretación Femenina de Reparto" en los premios ASECAN 2019.
En 2023 participa en el rodaje de Rita, la primera película de Paz Vega como directora.
Es líder de la banda de "copla-rock" The Miarmers.

### Actrices sin fecha de caducidad
Es académica fundadora de la Academia de las Artes Escénicas de Andalucía presentada en mayo de 2022 en Granada, siendo también conductora de la gala de entrega de los VIII Premios Lorca de las Artes Escénicas de Andalucía en la que se presentó. En noviembre de 2022 durante el Festival de Cine de Sevilla participó en la campaña organizada por AAMMA (Asociación Andaluza Mujeres Medios Audiovisuales)  "Actrices sin fecha de caducidad" poniendo el foco en la narrativa audiovisual y cinematográfica poco diversa. "Queremos enseñar nuestras arrugas, no queremos tirar todo el talento que tenemos". Un mensaje trasladado también en el Festival de Cine de Málaga de 2023 en la mesa convocada por CIMA (Asociación de mujeres cineastas y de medios audiovisuales) "Cuando las actrices no sólo son ficción".

## Filmografía

### Programas de televisión y radio
| Año       | Programa                                               | Canal                                                                                 | Notas                             |
| --------- | ------------------------------------------------------ | ------------------------------------------------------------------------------------- | --------------------------------- |
| 2020      | Esta es tu noche                                       | Canal Sur Televisión                                                                  | Invitada                          |
| 2018      | XXI Premios Max de las Artes Escénicas                 | La 2                                                                                  | Presentadora                      |
| 2014-2015 | Premios Giraldillo de la Bienal de Flamenco de Sevilla | Canal Sur Televisión                                                                  | Presentadora                      |
| 2010      | Cántame cómo pasó                                      | La 1                                                                                  | Invitada                          |
| 2007-2012 | Cifras y letras                                        | Canal Sur 2, Telemadrid, Aragón TV, Canal Extremadura y Castilla-La Mancha Televisión | Copresentadora. Experta en cifras |
| 2007      | Absolute TV                                            |                                                                                       | Presentadora real y virtual       |
| 2005-2006 | Matrícula                                              | Canal Sur 2                                                                           | Presentadora. 325 programas       |
| 2005      | Las fiestas del Fiesta                                 | Canal Fiesta                                                                          | Presentadora                      |
| 2003-2004 | Luna llena                                             | Localia TV                                                                            | —                                 |
| 2002-2003 | Con la fresquita                                       | Localia TV                                                                            | —                                 |
| 2002      | El balcón                                              | Localia TV                                                                            | —                                 |
| 2001      | Las 1.001 noches                                       | Canal Sur 2                                                                           | —                                 |

### Series de televisión
| Año               | Título             | Papel             | Canal |
| ----------------- | ------------------ | ----------------- | ----- |
| 2021              | Grasa              | Reportera         | Playz |
| 2018, 2020 y 2022 | Cuéntame cómo pasó | Herminia de joven | La 1  |
| 2017              | Centro médico      | Támara Laredo     | La 1  |
| 2009              | Malviviendo        | Reportera         | —     |

### Cine
| Año  | Título               | Tipo                    | Papel            | Notas                  |
| ---- | -------------------- | ----------------------- | ---------------- | ---------------------- |
| 2024 | Rita                 | Largometraje            | Chari            | —                      |
| 2022 | De Férias da Família | Largometraje            | Esmeralda        | Largometraje brasileño |
| 2021 | Yo, siempre          | Cortometraje            | Vecina (voz)     | –                      |
| 2021 | Cigarrillos          | Cortometraje            | Madrina          | –                      |
| 2019 | Intemperie           | Largometraje            | La madre         | –                      |
| 2011 | Lo que ha llovido    | TV-Movie para Canal Sur | Rocío            | –                      |
| 2008 | 2932                 | —                       | —                | –                      |
| 2005 | El contrato          | Cortometraje            | Loli             | –                      |
| 2003 | Eres mi héroe        | Largometraje            | Enfermera        | –                      |
| 2000 | Andorra              | TV-Movie para TV3       | Niña de Chamberí | –                      |

### Teatro
| Año  | Título                                     | Papel               |
| ---- | ------------------------------------------ | ------------------- |
| 2017 | Duelo a muerte del Marqués de Pickman      | Mamabuela y Peralta |
| —    | Otelo                                      | Blanca              |
| —    | Desnudando a Marilyn                       | Marilyn Monroe      |
| —    | Oliver Twist                               | Nance               |
| 2013 | Las mujeres que hay en mí (teatro musical) | –                   |
| –    | Historias de cabaret (teatro musical)      | –                   |
| –    | Alma de cabaret                            | –                   |
| –    | Lágrimas de Bernada                        | –                   |
| –    | Paz y sus zapatos                          | –                   |
| –    | El baúl de la Piquer                       | –                   |
| –    | Caminos rotos                              | –                   |
| –    | Bajarse al moro                            | –                   |
| –    | Don Juan Tenorio                           | –                   |
| –    | Bodas de sangre                            | –                   |

## Premios y reconocimientos
| Año                                       | Categoría                                     | Por                                   | Resultado |
|                                           | Premio Carmen, Academia del Cine de Andalucía |                                       |           |
| ----------------------------------------- | --------------------------------------------- | ------------------------------------- | --------- |
| 2025                                      | Mejor interpretación Femenina revelación      | Rita                                  | Ganadora  |
| Premios Asecan                            |                                               |                                       |           |
| 2019                                      | Mejor Interpretación Femenina de Reparto      | Intemperie                            | Nominada  |
| XXI Certamen Nacional la Garnacha de Haro |                                               |                                       |           |
| 2018                                      | Mejor Actriz                                  | Duelo a muerte del Marqués de Pickman | Nominada  |
| Asociación de Escenarios de Sevilla       |                                               |                                       |           |
| 2015                                      | Mejor Actriz                                  | Desnudando a Marilyn                  | Ganadora  |
| 2011                                      | Mejor Actriz                                  | El baúl de la Piquer                  | Ganadora  |